# Feuchteabsolutbestimmer

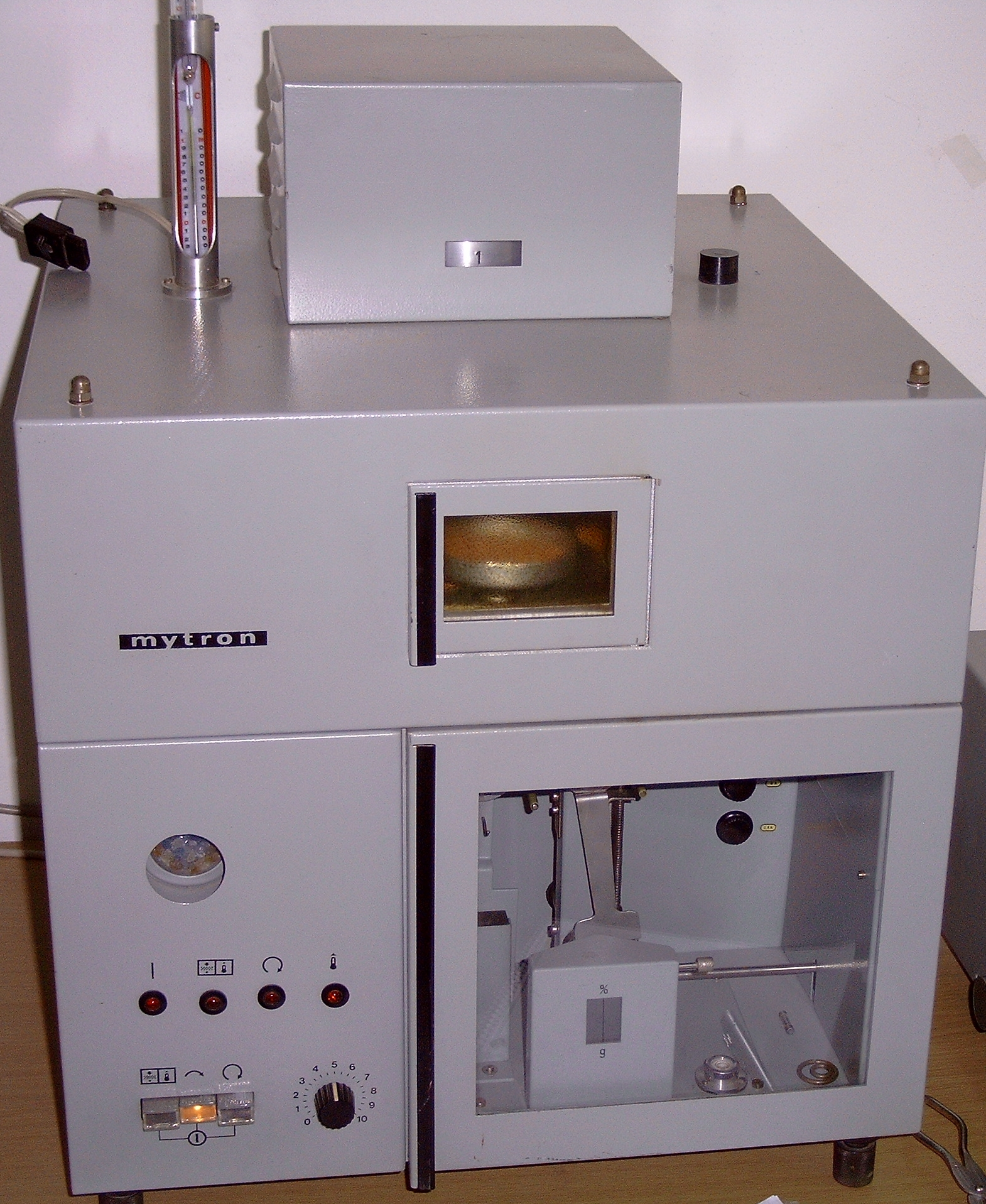
Feuchtabsolutbestimmer

Feuchteabsolutbestimmer sind Messgeräte zur Bestimmung der Materialfeuchte eines Feststoffes.

## Aufbau
Ein Feuchteabsolutbestimmer besteht aus einer Trockenkammer mit einer integrierten Präzisionswaage. Die Geräte am Markt unterscheiden sich in der Art des Wärmeeintrages in die Probe und in der Anzahl der zeitgleich messbaren Proben. Es existieren Geräte mit Heizstäben, Infrarotstrahlern (Glühlampen) und Flächenstrahlern.

## Verfahren
Von dem Messgut (Feststoff) werden mehrere (mindestens 7) repräsentative Proben entnommen, deren Masse vor der Trocknung bestimmt wird (je nach Ausführung des Gerätes kann auch eine bestimmte Masse vorgeschrieben sein, meist wenige Gramm). Diese Proben werden dann in der Trockenkammer (meist mit Drehteller für Probeschalen) erwärmt. Das in den Proben enthaltene freie Wasser wird dabei ausgetrieben.
Die Luft innerhalb der Trockenkammer wird durch eine Trockenpatrone (z. B. mit Silikagel o. ä.) vorgetrocknet auf eine Taupunkttemperatur von ca. −40 °C und dann erwärmt. Die Trockenpatrone nimmt das von den Proben abgegebene Wasser auf, was beim nächsten Vortrocknen wieder an die Umgebung abgegeben wird.
Die Trocknungstemperatur richtet sich nach dem zu trocknenden Material und danach, ob auch Kristallwasser ausgetrieben werden soll oder nicht, häufig 105 °C. Die Dauer der Trocknung wird empirisch bestimmt, indem durch Wägung festgestellt wird, ob noch ein Gewichtsverlust eingetreten ist; wenn zwei aufeinanderfolgende Wägungen (24 Stunden Abstand) eine Differenz kleiner als 0,01 % (Massenkonstanz) aufweisen, wird die Trocknung abgebrochen.
Aus der Differenz des letzten und ersten Messwertes werden die für die Materialfeuchte relevanten Größen berechnet.

## Waage
Die integrierte Waage kann als Balkenwaage oder als elektronische Waage ausgeführt sein und hat normalerweise eine Auflösung von 0,01 g bis 0,001 g.